# Linda Andersson
Linda Susanne Andersson (tidigare Olofsson), född 29 augusti 1972, är en svensk före detta simmare som deltagit i Olympiska sommarspelen 1992 och 1996. Hon blev europamästare på 50 meter frisim 1995 och silvermedaljör på samma distans vid europamästerskapen 1993. Hon har också två silvermedaljer från europamästerskap i lagkapp 4  ×100 meter frisim, samt ett antal medaljer från världs- och europamästerskap i kortbana.
Vid Sveriges Televisions sändningar från Olympiska sommarspelen 2008 deltog Andersson med expertkommentarer kring simtävlingarna i studioprogrammet Den olympiska studion lett av André Pops.